# Rasmus Hansen (håndboldspiller)
 Der er flere personer med dette navn, se Rasmus Hansen.
Rasmus Hansen (født 22. februar 1986) er en dansk håndboldspiller, der spiller som stregspiller for Odder Håndbold i Håndboldligaen. Han spillede i 2003-2012 i Viborg HK, inden han skiftede til tysk håndbold. Han spillede som ungdomsspiller i Grenå IF.
Dansk Idrætsforbunds dopingudvalg besluttede 26. marts 2009 at rejse en dopingsag mod Rasmus Hansen. Han ville bare tabe sig, da han benyttede sig af det lægeordinerede doping-præparatet Reductil, han risikerer højst en advarsel. 

## Eksterne links
- Arkiveret 29. maj 2014 hos  Wayback Machine
- Spillerinfo Arkiveret 7. august 2007 hos  Wayback Machine